# Dimitri Yachvili
Dimitri Yachvili, nascido em 19 de setembro de 1980 em Brive-la-Gaillarde, é um jogador de rugby union da França. Atualmente defende o Biarritz Olympique e a seleção francesa de rugby union, na posição scrum half (camisa 9).
Yachvili tem origens georgianas por parte do avô, ex-soldado do Exército Vermelho na Segunda Guerra Mundial e que se radicara na França. O pai, Michel, também jogou rugby nos Bleus. O irmão Grégoire resolveu defendeu a terra das raízes, integrando o elenco da Geórgia que disputou pela primeira vez uma Copa, na edição de 2003 - que foi a primeira de Dimitri pela França.

## Carreira

### Em clubes
Começou no clube da cidade, o CA Brive, onde jogou até os 19 anos. De lá foi para o PUC (Paris Université Club), onde jogou duas temporadas 1999-2000 e 2000-2001. Foi então que ele teve uma oportunidade de jogar na Inglaterra, no Gloucester Rugby. Jogou uma temporada lá, e depois foi notado por um gigante do rugby francês, o Biarritz Olympique, pelo qual foi contratado e onde permaneceu até hoje. Com o clube basco foi convocado para a seleção francesa, que representa até hoje. Também venceu duas vezes o campeonato francês, em 2005 e 2006, ao lado de companheiros de seleção como Imanol Harinordoquy e Damien Traille. Na Heineken Cup, o principal torneio continental, levou o Barritz à final em 2006 e em 2010, quando perderam em ambas as edições.

### Na seleção
Com a seleção francesa, Yachvili participou da Copa do Mundo de Rugby de 2003, ficando com o quarto lugar. Na de 2011, ele já não foi titular nos primeiros jogos, perdendo espaço para o mais jovem Morgan Parra. Jogou como titular contra os All Blacks, quando a França foi derrotada por 37-17, e nas partidas seguintes continuou sendo titular. A França foi vice-campeã nessa Copa, perdendo na final por 8-7 contra os mesmos All Blacks. No Seis Nações, foi campeão em quatro ocasiões: 2004, 2006, 2007 e 2010, sendo em 2004 e 2010 com grand slam.